# Borbo detecta
Borbo detecta là một loài bướm ngày thuộc họ Hesperiidae. Loài này được tìm thấy ở Nam Phi tới miền đông châu Phi và Zaire. Tại Nam Phi loài này được tìm thấy ở Swaziland và rừng ven sông đất tháng và hoang mạc ở KwaZulu-Natal đến đông nam Mpumalanga.
Sải cánh dài 34–36 mm đối với con đực và 36–38 mm đối với con cái. Con trưởng thành bay quanh năm, nhưng hiếm hơn vào mùa đông ở phía nam châu Phi.
Ấu trùng ăn nhiều loài Poaceae, bao gồm Ehrharta erecta.